# Rhododendron williamsianum
Rhododendron williamsianum Rehder & E.H. Wilson, 1913 è una pianta appartenente alla famiglia delle Ericacee.

## Descrizione
La pianta ha le foglie strette e verdi, i fiori sono di colori vari.

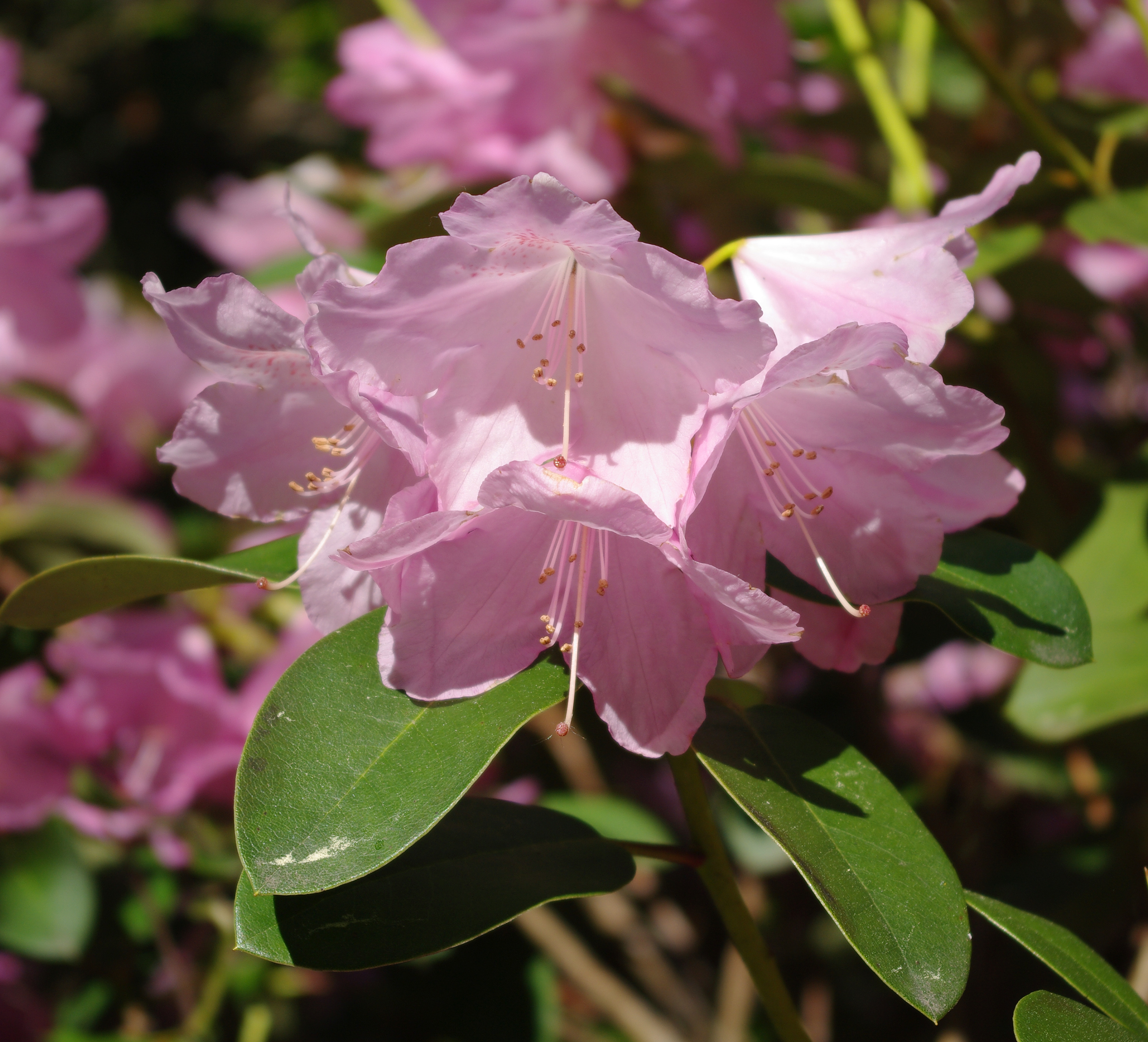
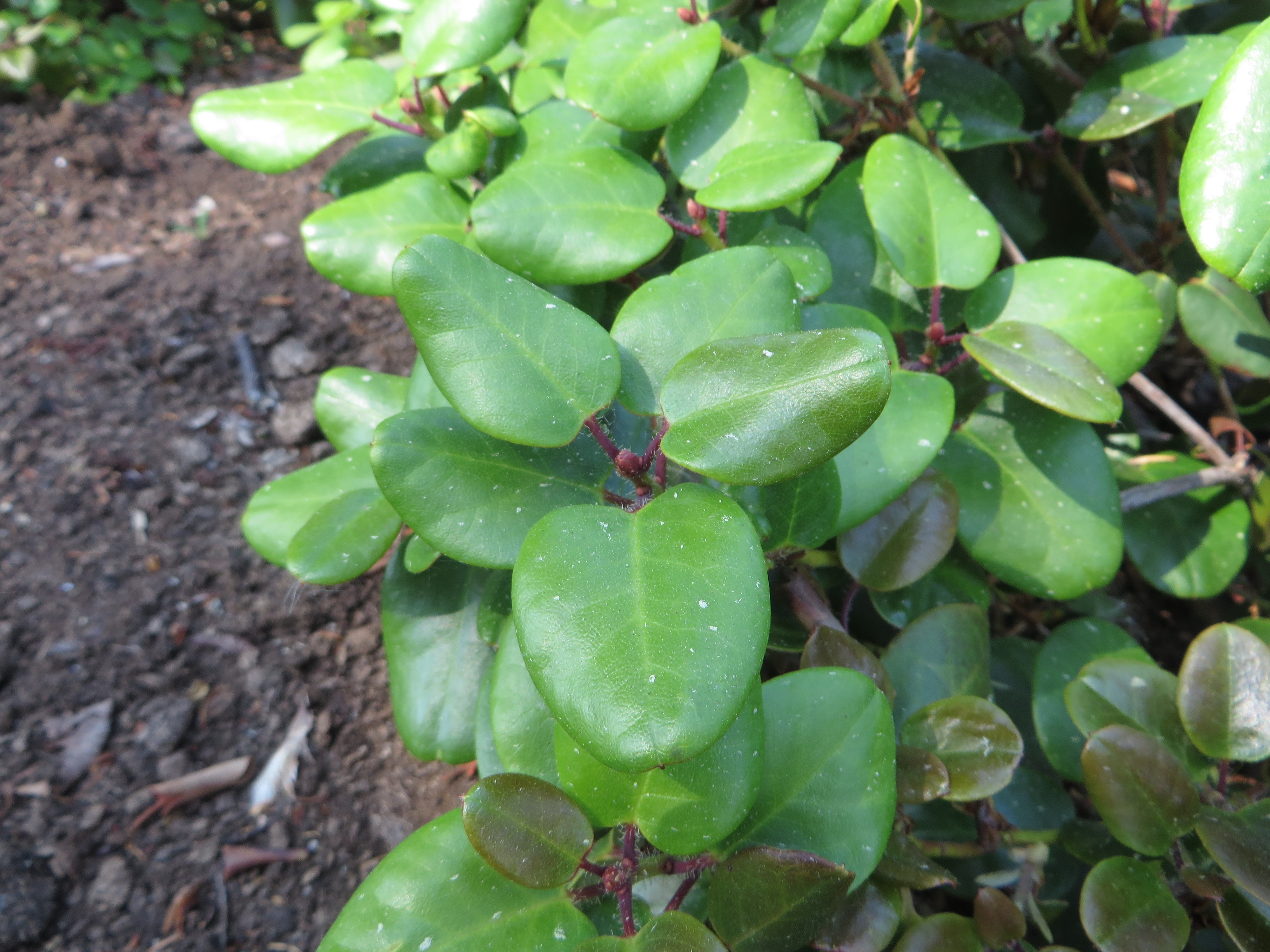
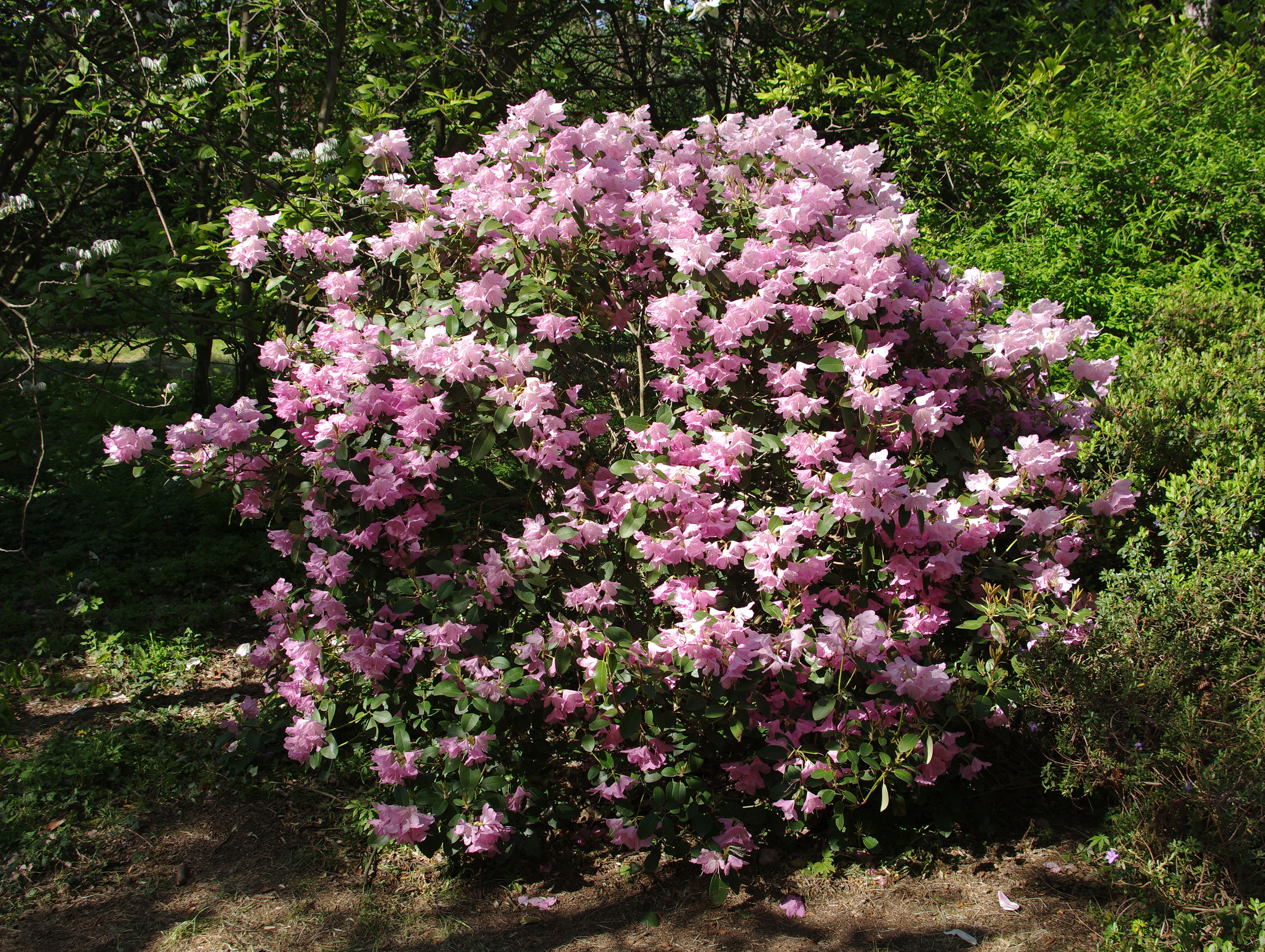
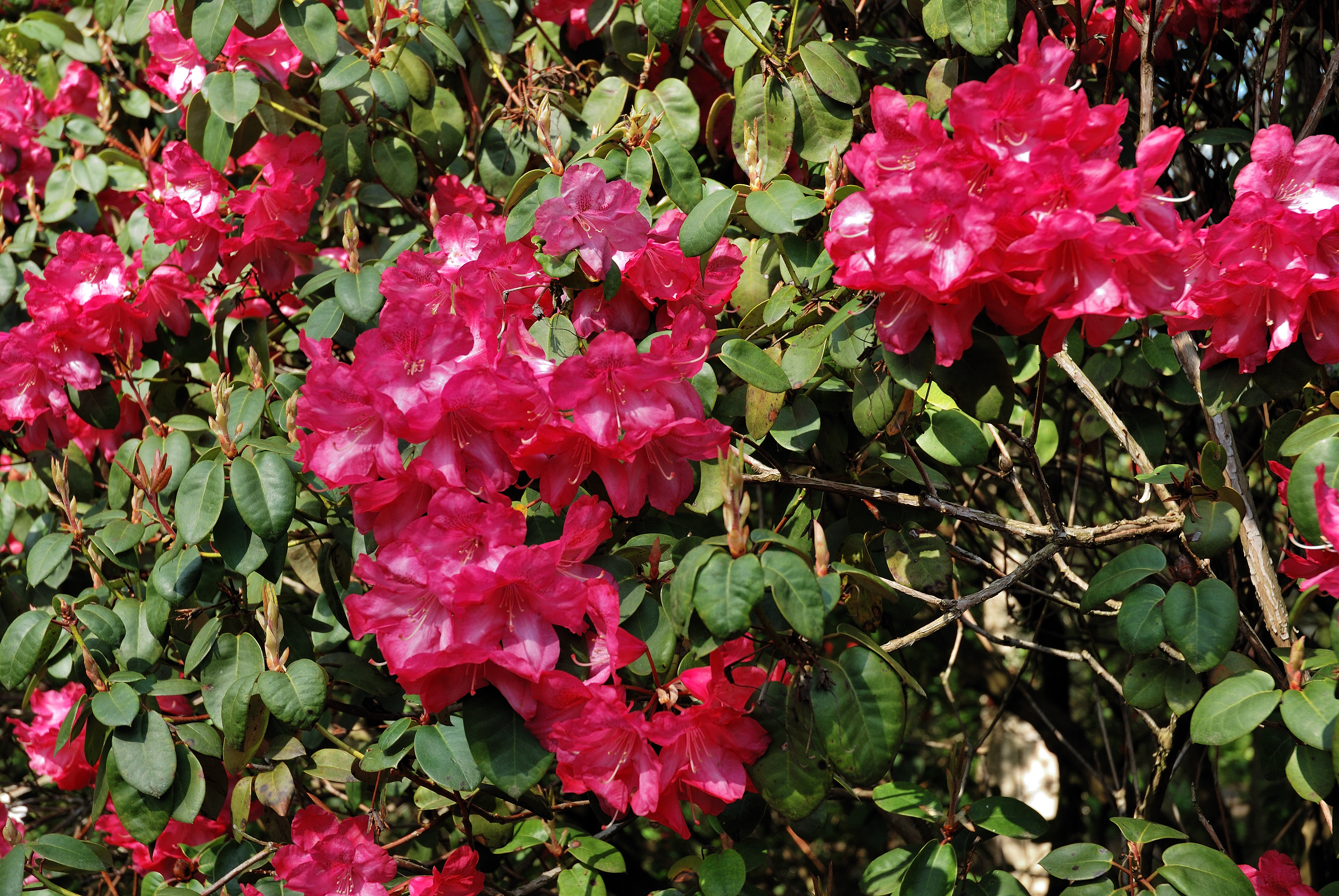